# Hamel (Peel)
Hamel is een plaats in de regio Peel in West-Australië. Het is ontstaan als een staatskwekerij.

## Geschiedenis
Lancal Victor de Hamel was parlementslid voor het kiesdistrict Albany (1889-94), burgemeester van Albany (1889-90) en eigenaar van het grondgebied waar Hamel zou worden ontwikkeld. Hij stierf op 26 november 1894 te Coolgardie.
In 1897 vestigde de overheid op initiatief van John Ednie Brown, 'Protector of Forrests' (1895-99), een staatskwekerij ('State Nursery') op Hamels grondgebied. De staatskwekerij zou tot in de jaren 1980 actief blijven om vervolgens in private handen over te gaan.
De overheid kocht Hamels eigendom in 1898. Een jaar later werd Hamel er officieel gesticht en naar de vorige eigenaar van het grondgebied vernoemd.
In 1900 werd een gebouw recht getrokken om de gevangenen die aan de paden in de plantenkwekerij werkten en er de bomen plantten in onder te brengen. Het gebouw diende vanaf 1908 als gemeenschapszaal. In de jaren 1970 kwam het gebouw leeg te staan omdat ze door termieten was aangetast. Het gebouw werd gerenoveerd en op 9 november 1991 heropend.
Van 1905 tot 1944 was in Hamel een basisschooltje actief.
Begin 21e eeuw was er sprake van dat er een industriepark in de omgeving zou komen. Het bedrijf Alcoa dat een grote raffinaderij in Wagerup bezat had er grond gekocht. De plantenkwekerij en Hamel werden echter opgenomen in het 'Hamel Eco-Historic Precinct  Project', mede gefinancierd door Alcoa. In 2005 werd een dennenbos ontbost en tot natuurgebied uitgeroepen.
In 2007 verhuisde de plantenkwekerij naar Coolup.

## Beschrijving
Hamel maakt deel uit van het lokale bestuursgebied (LGA) Shire of Waroona, waarvan Waroona de hoofdplaats is.
Tijdens de volkstelling van 2021 telde Hamel 286 inwoners, tegenover 346 in 2006.
'Hamel Wetlands' bevat een efemeer meer. Er is een korte wandelroute uitgestippeld. Ook in de bossen van de voormalige staatskwekerij liggen wandelpaden.

## Ligging
Hamel ligt nabij de South Western Highway en de South Western Railway, 115 kilometer ten zuiden van de West-Australische hoofdstad Perth, 70 kilometer ten noordnoordoosten van de kuststad Bunbury en enkele kilometers ten zuiden van Waroona.
De Australindtrein tussen Perth en Bunbury stopt niet in Hamel maar wel in Waroona.

## Externe links

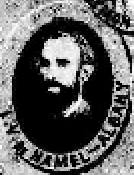
'L.V. de Hamel'
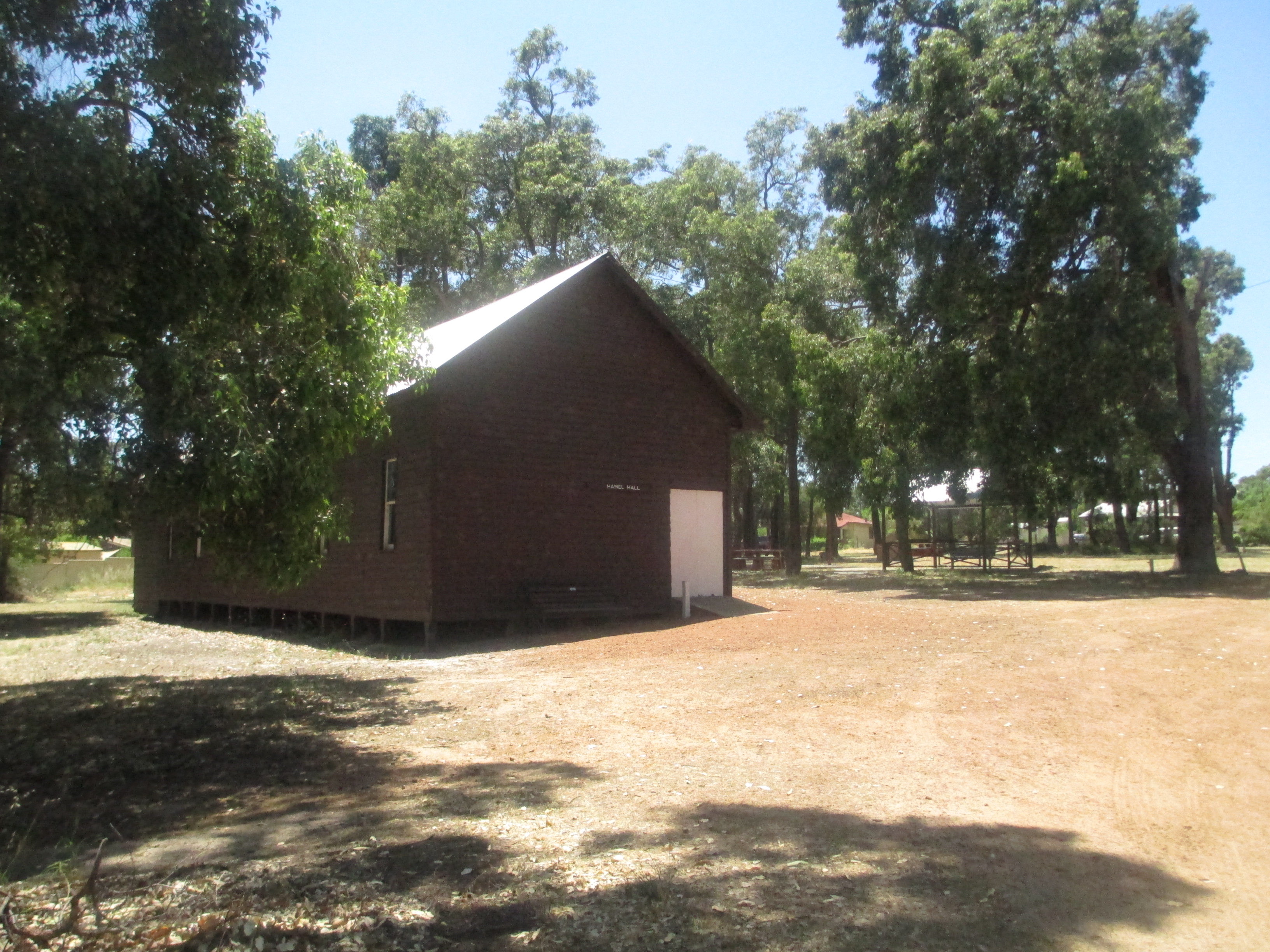
'Hamel Hall'